# Calle Cruz Conde
La calle Cruz Conde es una vía peatonal, salvo el tramo entre San Álvaro y Tendillas, ubicada en el centro de la ciudad de Córdoba, España. Se trata de una de las calles más populares de la capital, uniendo la plaza de las Tendillas con la avenida Ronda de Tejares. Alberga una longitud de 454 metros.

## Historia
Previamente a la construcción de la ancha calle, aquí estaba situado el barrio de Trascastillo, con infinidad de callejas con mala fama que ya apareció mencionado en Paseos por Córdoba (1877) de Teodomiro Ramírez de Arellano. Este topómino hace referencia a las murallas cordobesas y, probablemente, a la actualmente desaparecida puerta de Osario.
Su construcción estuvo muy ligada a la construcción de la plaza de las Tendillas en 1924, buscando dar una salida norte a la misma hacia la antigua estación de ferrocarril y la desaparecida plaza de toros de los Tejares. Fue realizada bajo el mandato del alcalde cordobés José Cruz Conde, convirtiéndose en una de las calles principales de la ciudad y adquiriendo el nombre de su creador. Sin embargo, en 1930, con la caída de la dictadura de Primo de Rivera, se produjo un intento de eliminar la placa con el nombre y el Ayuntamiento de Córdoba cambió su nombre a calle Málaga para evitar su relación con la dictadura.
En 1939, tras la muerte de José Cruz Conde, la calle volvió a tomar su nombre original. Durante la década de 1960 también se la conoció como tontódromo, debido a que era un lugar en el que lucirse ante el resto de ciudadanos cordobeses.
Aunque la calle Cruz Conde siempre ha albergado diversa decoración navideña, a finales de 2019 se instaló por primera vez un espectáculo de luz y sonido a cargo de la empresa pontanense Iluminaciones Ximénez.
El 6 de junio de 2019, bajo el mandato de la alcaldesa socialista Isabel Ambrosio, la calle cambió su nombre a Foro Romano según la Ley de Memoria Histórica, ya que en esta zona se situaba el foro romano de la ciudad y algunos templos. No obstante, en marzo de 2020 el gobierno del popular José María Bellido en coalición con Ciudadanos decidió revertir este proceso, aunque reduciendo el nombre de "José Cruz Conde" a únicamente "Cruz Conde".

### Peatonalización
En noviembre de 2010, tras una serie de polémicas, comienzan las obras de peatonalización de la vía que concluyeron en abril de 2011 con presupuesto de la Junta de Andalucía. En dicha restauración se indicó en el pavimento el trazado de las antiguas calles que componían la zona antes de la creación de la calle a principios del siglo XX, así como la antigua muralla romana y se instalaron algunas fuentes y ornamentación vegetal. La Organización de las Ciudades del Patrimonio Mundial premió dicha restauración.

## Edificios
Entre sus edificios más característicos, destaca el de Correos realizado en 1945 y el número 15 diseñado por el arquitecto cordobés Víctor Escribano Ucelay. El arquitecto madrileño Rafael de la Hoz Arderius también realizó una serie de edificios de viviendas en 1954.